# Protoalkaloide

Strukturformel des Protoalkaloids Ephedrin

Protoalkaloide (Wortbildung aus griechisch proto – erster und Alkaloide) sind natürlich vorkommende stickstoffhaltige Verbindungen, die im Gegensatz zu den Alkaloiden im engeren Sinn und Pseudoalkaloiden durch das Fehlen eines stickstoffhaltigen Heterocyclus gekennzeichnet sind. Sie sind Sekundärstoffwechselprodukte und werden durch einfache Reaktionen, wie Decarboxylierung oder N-Methylierung, aus Aminosäuren gebildet. Der Protoalkaloidbegriff wird darüber hinaus häufig auf einfach gebaute Verbindungen, insbesondere biogene Amine, beschränkt, um die Verbindungen von Alkaloiden im engeren Sinn abzugrenzen. Andere Definitionen schließen die Neurotransmitter der Wirbeltiere aus.
Protoalkaloide dienen im Stoffwechsel oft als Ausgangssubstanzen für die Bildung komplexerer Alkaloide. Sie zeigen eine weite Verbreitung und manche Substanzen dieser Gruppe kommen als Abbauprodukte von Aminosäuren in geringen Konzentrationen in nahezu allen Lebewesen vor. Daher eignen sie sich selten als charakterisierende Inhaltsstoffe in der botanischen Systematik.
Zu den Protoalkaloiden zählen beispielsweise das Ephedra-Alkaloid Ephedrin, das Peyotl-Alkaloid Mescalin, das Indolalkaloid Gramin, die biogenen Amine Tryptamin und Tyramin sowie die Betaine. Weniger strenge Definitionen rechnen auch komplexere Verbindungen, wie beispielsweise Colchicin und Stephenandrin, zu dieser Stoffgruppe.